# Soslan Ljudwikowitsch Ramonow

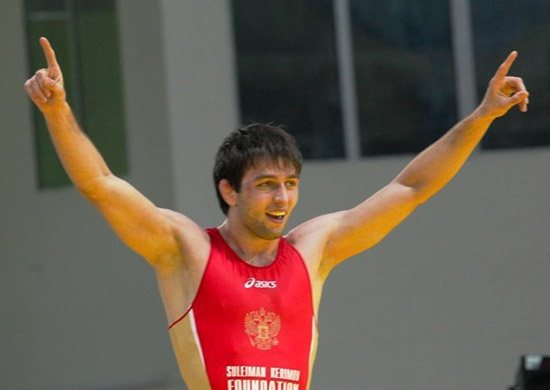
Soslan Ramonow

Soslan Ljudwikowitsch Ramonow (russisch Сослан Людвикович Рамонов, ossetisch Рæмонаты Людвичы фырт Сослан; * 1. Januar 1991) ist ein russischer Ringer aus Südossetien. Er wurde 2014 Weltmeister im freien Stil in der Gewichtsklasse bis 65 kg Körpergewicht. Er hat bei den Olympischen Spielen in Rio 2016 in der Klasse bis 65 kg Gold gewonnen.

## Werdegang
Soslan Ramonow wurde im Zchinwali, Südossetien geboren. Er begann dort als Jugendlicher mit dem Ringen und konzentrierte sich dabei auf den freien Stil. Seit einiger Zeit ist er Angehöriger des Armeesportklubs CSKA Moskau. Er wird bzw. wurde hauptsächlich von S.F. Ramonow und Anatoli Margiew trainiert.
Seine ersten Erfolge bei internationalen Meisterschaften erzielte er bereits in den Jahren 2007 und 2008. 2007 wurde er in Warschau Junioren-Europameister (Altersgruppe Cadets) in der Gewichtsklasse bis 54 kg Körpergewicht. Diesen Erfolg wiederholte er 2008 in Daugavpils in der Gewichtsklasse bis 58 kg. Danach trat er erst wieder 2011 in Erscheinung, als er auf Grund guter Leistungen bei nationalen Wettkämpfen vom russischen Ringerverband bei wichtigen internationalen Turnieren eingesetzt wurde. Besonders bemerkenswert war dabei sein Sieg beim Wacław-Ziółkowski-Memorial im Juli 2011 in Posen. Er siegte hier im Leichtgewicht vor Adam Sobieraj, Polen, dem Olympiasieger von 2008 Ramazan Şahin, Türkei und dem vielfachen Weltmeister Serafim Barzakow aus Bulgarien.
2012 gewann er bei den Senioren seine erste Medaille bei der russischen Meisterschaft. Er belegte im Leichtgewicht hinter Alan Gogajew und Adam Batirow, gemeinsam mit Mulid Lampeschew den 3. Platz. 2013 wurde Soslan Ramonow im Leichtgewicht hinter Magomed Kurbanalijew russischer Vizemeister. Im Mai 2013 war er auch Mitglied der russischen Mannschaft, die in New York und Los Angeles gemeinsam mit den Vereinigten Staaten und dem Iran dafür kämpften, dass Ringen olympisch bleibt.
2014 wurde er dann in der Gewichtsklasse bis 65 kg Körpergewicht erstmals russischer Meister vor Schichsaid Dschlilow, Magomed Kurbanalijew und Achmed Tschakajew. Er wurde daraufhin im September 2014 bei der Weltmeisterschaft in Taschkent in der gleichen Gewichtsklasse eingesetzt und gewann dort auf Anhieb mit Siegen über Christopher Clavier, Frankreich, Franklin Gómez aus Puerto Rico, Gandsorigiin Mandachnaran, Mongolei, Asamat Nurikau, Weißrussland und Seyed Ahmad Mohammadi, Iran, den Weltmeistertitel.
2015 konnte Soslan Ramonow seinen Weltmeister-Titel in der Gewichtsklasse bis 65 kg nicht verteidigen, weil er bei der Weltmeisterschaft in Las Vegas im Halbfinale gegen Ichtiyor Nawrusow aus Usbekistan unterlag. Er sicherte sich aber mit Siegen über Marc Popow, Israel, Tomotsugu Ishida, Japan, Borislaw Nowachkow, Bulgarien und Gandsorigiin Mandachnaran noch eine Bronzemedaille. Im Oktober 2015 holte er sich dann bei den Welt-Militär-Spielen in Mungyeong/Südkorea in der Gewichtsklasse bis 70 kg den Sieg vor Joshgun Asimow, Aserbaidschan, Muhammad Naderi, Iran und Gandsorigiin Mandachnaran.
Im Jahre 2016 wurde er russischer Meister in der Gewichtsklasse bis 65 kg vor Israil Kasjumow und Alan Gogajew, zwei harte Konkurrenten um den Startplatz bei den Olympischen Spielen dieses Jahres in Rio de Janeiro. Diesen Startplatz bekam schließlich Soslan Ramonow. In Rio de Janeiro stellte er sich in hervorragender Form vor und gewann mit Siegen über Haislan Garcia Veranes, Kanada, Alejandro Enrique Valdes Tobier, Kuba, Mandakhnaran Ganzorig, Mongolei, Ichtiyor Nawrusow und Toğrul Əsgərov die Goldmedaille.
Nach den Olympischen Spielen 2016 startete er bei keinen Welt- oder Europameisterschaften mehr, mit Ausnahme seiner Teilnahme an den Militär-Weltmeisterschaften 2017 in Klaipėda und 2018 in Moskau. Bei beiden Titelkämpfen wurde er in der Gewichtsklasse bis 70 kg auch Titelträger.

## Internationale Erfolge
| Jahr | Platz | Wettbewerb                                                 | Gewichtsklasse | Ergebnisse |
| 2007 | 1.    | Junioren-EM (Cadets) in Warschau                           | bis 54 kg      | vor Ibrahim Yorulmaz, Türkei und Igor Wasylischin, Ukraine |
| 2008 | 1.    | Junioren-EM (Cadets) in Daugavpils                         | bis 58 kg      | vor Tornike Lursmanaschwili, Georgien |
| 2011 | 5.    | Alexander-Medwed-Preis in Minsk                            | Leicht         | hinter Ali Schabanow, Weißrussland, Albert Batirow, Weißrussland, Wladimir Wilnow, Russland und Rostislaw Perwatschuk, Ukraine                                                                     |
| 2011 | 1.    | Wacław-Ziółkowski-Memorial in Posen                        | Leicht         | vor Adam Sobieraj, Polen, Ramazan Şahin, Türkei und Serafim Barzakow, Bulgarien |
| 2012 | 3.    | Iwan-Yarigin-Grand-Prix in Krasnojarsk                     | Leicht         | hinter Alan Gogajew und Chetik Zabolow, gemeinsam mit Adam Batirow, alle Russland |
| 2012 | 6.    | Großer Preis von Deutschland in Dortmund                   | Leicht         | Sieger: Tim Müller, Deutschland vor Maxime Eric Fiquet, Frankreich und Felix Menzel, Deutschland                                                                                                   |
| 2012 | 2.    | Ramasan-Kadirow-Cup in Grosny                              | Leicht         | hinter Rasul Dschukajew, vor Ildus Ginijatullin und Rustam Maschadow, alle Russland |
| 2013 | 3.    | Iwan-Yarigin-Grand-Prix in Krasnojarsk                     | Leicht         | hinter Iljas Bekbulatow, Russland und Brent Metcalf, USA |
| 2013 | 9.    | Welt-Cup in Teheran                                        | Leicht         | Sieger: Yakup Gör, Türkei vor Brent Metcalf |
| 2013 | 1.    | Intern. Turnier in Olympia/Griechenland                    | Leicht         | vor Philip James Roberts, Großbritannien und Opan Sat, Russland |
| 2014 | 3.    | Iwan-Yarigin-Grand-Prix in Krasnojarsk                     | bis 65 kg      | hinter Magomed Kurbanalijew und Alibekgadschi Emejew, beide Russland |
| 2014 | 1.    | Wacław-Ziółkowski-Memorial in Dąbrowa Górnicza             | bis 70 kg      | vor Asamat Nurikow, Weißrussland, Scharap Gitinow, Russland und Takafumi Kojima, Japan |
| 2014 | 1.    | WM in Taschkent                                            | bis 65 kg      | nach Siegen über Christophe Clavier, Frankreich, Franklin Gomez, Puerto Rico, Gandsorigiin Mandachnaran, Mongolei, Asamat Nurikow und Seyed Ahmad Mohammadi, Iran                                  |
| 2015 | 7.    | "Alexander-Medwed"-Preis in Minsk                          | bis 70 kg      | Sieger: Magomedrasul Gadschimagomedow, Russland vor Dschan Safjan, Weißrussland |
| 2015 | 5.    | "Yasar-Dogu"-Memorial in Istanbul                          | bis 65 kg      | Sieger: Mustafa Kaya, Türkei vor Borislaw Nowachkow, Bulgarien |
| 2015 | 3.    | "Wacław-Ziółkowski"-Memorial in Warschau                   | bis 65 kg      | hinter Frank Chamizo Marquez, Italien und George Bucur, Rumänien |
| 2015 | 3.    | WM in Las Vegas                                            | bis 65 kg      | nach Siegen über Marc Popow, Israel, Tomotsugu Ishida, Japan und Borislaw Nowachkow, einer Niederlage gegen Ichtiyor Nawrsusow, Usbekistan und einem Sieg über Gandsorigiin Mandachmaran, Mongolei |
| 2015 | 1.    | Welt-Militär-Spiele in Mungyeong/Südkorea                  | bis 70 kg      | vor Joshgun Asimow, Aserbaidschan, Muhammad Naderi, Iran und Gandsorigiin Mandaschmaran |
| 2015 | 3.    | Golden-Grand-Prix in Baku                                  | bis 65 kg      | hinter Magomed Kurbanalijew, Russland und Logan Stieber, USA |
| 2016 | 1.    | "Alexander-Medwed"-Preis in Minsk                          | bis 65 kg      | vor Frank Chamizo Marquez, Italien, Logan Stieber und Asamat Nurikau |
| 2016 | Gold  | OS in Rio de Janeiro                                       | bis 65 kg      | nach Siegen über Haislan Garcia Veranes, Kanada, Alejandro Enrique Valdes Tobier, Kuba, Mandakhnaran Ganzorig, Mongolei, Ichtiyor Nawrusow und Toğrul Əsgərov, Aserbaidschan                       |
| 2017 | 1.    | Militär-WM in Klaipėda                                     | bis 70 kg      | vor Aleksi Boruta, Ukraine, Alexander Pauliachenko, Weißrussland und Jodshgun Asimow |
| 2018 | 1.    | Militär-WM in Moskau                                       | bis 70 kg      | vor Alexander Semisorow, Deutschland, Bekhan Bambadorj, Mongolei und Sanan Yazdan, Iran |
| 2018 | 2.    | "Giwi Kartozija" & "Wachtang Balawadse"-Memorial in Tiflis | bis 70 kg      | hinter Surabi Iakobischwili, Georgien, vor Taimuras Salkasanow, Slowakei und Mustafa Kaya, Türkei                                                                                                  |
| 2018 | 3.    | "Dimitri-Korkin"-Turnier in Yakutsk                        | bis 70 kg      | hinter Jewgeni Scherbajew, Russland, Byambadorj Bat Erdene, Mongolei und Ichtiyor Nawrusow |

## Russische Meisterschaften
(soweit bekannt)
| Jahr | Platz | Gewichtsklasse | Ergebnisse                                                                  |
| 2012 | 3.    | bis 66 kg      | hinter Alan Gogajew und Adam Batirow, gemeinsam mit Mulid Lampeschew        |
| 2013 | 2.    | bis 66 kg      | hinter Magomed Kurbanalijew, vor Alibeggadschi Jemejew und Iljas Bekbulatow |
| 2014 | 1.    | bis 65 kg      | vor Schichsaid Dschalilow, Magomed Kurbanalijew und Achmed Tschakajew       |
| 2016 | 1.    | bis 65 kg      | vor Israil Kasjumow, Alan Gogajew und Murad Nuchkadiew                      |

Erläuterungen
- alle Wettkämpfe im freien Stil
- WM = Weltmeisterschaft, EM = Europameisterschaft
- Leichtgewicht, Gewichtsklasse bis 66 kg Körpergewicht (bis 31. Dezember 2013); seit 1. Januar 2014 gilt eine neue Gewichtsklasseneinteilung durch den Ringer-Weltverband FILA (seit Sept. 2014 United World Wrestling "UWW")